# Agrilus overlaeti
Agrilus overlaeti é uma espécie de inseto do género Agrilus, família Buprestidae, ordem Coleoptera.
Foi descrita cientificamente por Burgeon, 1941.